# 拳師號航空母艦
拳師號航空母艦（英語：USS Boxer CV-21）是一艘隸屬於美國海軍的航空母艦，為艾塞克斯級航空母艦的十三號艦，在非官方上亦是長艦體艾塞克斯級的四號艦。她是美軍第五艘以拳師為名的軍艦，艦名源自1812年戰爭時美軍企業號在海戰俘獲的一艘英軍軍艦。艦上水兵以拳師之形象，暱稱拳師號為忙蜂（Busy bee），意指其精力充沛而有效率。
拳師號在1943年開始建造，在1944年下水，並在1945年服役。其時第二次世界大戰已近尾聲，拳師號未能趕上參戰。戰後拳師號留在太平洋服役，在韓戰爆發不久後趕赴前線，並共作四次韓戰巡航；期間1952年拳師號被重編為攻擊航母CVA-21。韓戰後拳師號留在太平洋服役，並在1955年重編為反潛航母，舷號改為CVS-21。1959年拳師號重編為兩棲突擊艦，舷號改為LPH-4，並加入大西洋艦隊。稍後胡蜂號主要在加勒比海執勤，並接連參與豬灣事件及古巴導彈危機，亦曾運載飛機到越南戰場。
拳師號在1969年退役除籍，於1971年出售拆解。
拳師號未有進行SCB-27及SCB-125改建，故其仍有建成時的開放式艦艏，亦未有斜角飛行甲板。

## 建造與早年服役
拳師號於1944年2月21日在紐波特紐斯造船廠開始建造，於1944年12月14日下水；並在1945年4月16日服役。稍後拳師號前往關塔那摩試航，在6月16日返回諾福克海軍基地。7月18日，拳師號前往太平洋，在23日途經巴拿馬運河，於29日抵達新母港聖地牙哥。8月12日，拳師號在三藩市造船廠（Hunters Point Naval Shipyard）外開放參觀；而日本在三日後投降，第二次世界大戰結束。
9月1日，拳師號前往西太平洋，在11日抵達關島，並搭任第77特遣艦隊旗艦。稍後拳師號前往黃海，以協助中華民國接管日佔領土。10月7日拳師號在黃海接替返國的無畏號，並與安提頓號同行。稍後拳師號在11月9日到上海海域巡邏，並派飛機到天津、上海及臨安市等地至15日，於19日返抵青島。12月1日，拳師號前往東京灣，並在6日於海上與安提頓號模擬交戰，在8日抵達橫須賀。17日拳師號到外海執勤四日，然後在橫須賀渡聖誕及新年。
1946年1月3日，拳師號離開日本，在9日抵達塞班島。稍後拳師號在關島附近執勤，最後在25日返回塞班島。31日，拳師號前往馬尼拉，於2月9日抵達。稍後拳師號多次往返塞班島與關島，並中途到香港休假。7月4日，菲律賓獨立，拳師號亦在馬尼拉參與慶祝儀式。安提頓號在8月返國後，拳師號繼續在西太平洋稍作巡航，於9月9日返抵聖地牙哥。
返國後拳師後留在近岸；而其他艾塞克斯級則多在此時退役。1948年3月10日，拳師號搭載了操作FJ-1戰機的飛行小隊，前往珍珠港，為第一艘艾塞克斯級將噴射機隊編入常制。訓練後拳師號返國，並在7月至8月搭載美國海軍學院學員，在海上考核。10月至11月，拳師號改為搭載F8F戰機，繼續在東岸訓練。10月27日，拳師號在聖莫尼卡慶祝海軍日（Navy Day）。
1949年1月13日至2月25日，拳師號到阿拉斯加科迪亞克島，訓練於嚴寒環境下作戰。稍後拳師號再到珍珠港，於4月進入三藩市船廠維修。
1950年1月11日，拳師號再到西太平洋巡航。其時國共內戰早已結束，中華人民共和國成立，而國民政府則遷到台灣。拳師號主要在南中國海及中國沿岸執勤，並偶爾到菲律賓、香港及新加坡等地休整。3月拳師號曾到訪越南西貢，並派60架飛機飛越城市上空。4月拳師號北上朝鮮半島，並在7日抵達仁川；而韓國總統李承晚在8日曾登艦參觀。稍後拳師號再到訪日本，在6月13日返抵聖地牙哥。

## 韓戰

### 戰事初期、仁川登陸及中國介入

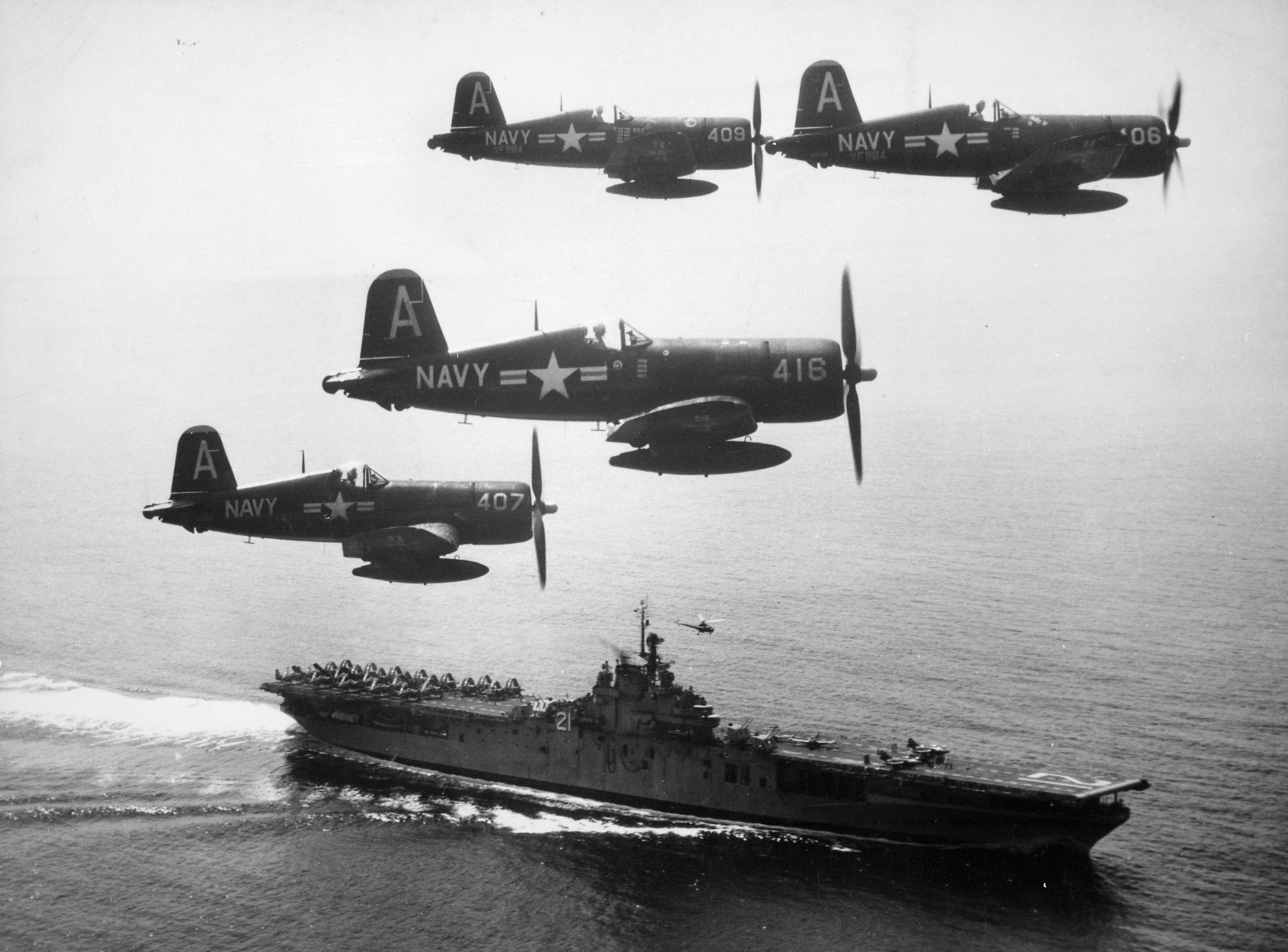
1951年9月4日，四架F4U返回拳師號，預備降落。此時拳師號的艦艉甲板仍泊滿飛機，故此四機須在上空盤旋，等待甲板官兵清理跑道，將飛機推到艦艏。一架直升機正在艦島上空。

1950年6月25日，朝鮮人民軍越過三八線，突襲南方的大韓民國，韓戰爆發。此時美軍在西太平洋僅有福治谷號一艘大型航空母艦執勤；而空軍在遠東的飛機亦不足應用。美軍命菲律賓海號即時趕往西太平洋，而拳師號則在7月8日到阿拉米達，搭載1,012名軍人、145架F-51-D戰機、六架L-5通訊機及19架海軍飛機。17日拳師號高速趕赴西太平洋，在22日抵達橫須賀，並卸載飛機。27日拳師號趕返美國，在8月4日抵達阿拉米達，隨即到船廠檢修，並搭載航空聯隊，預備參戰。
8月24日，拳師號前往西太平洋參戰，並先前往日本。9月14日，拳師號前往會合第77特遣艦隊。15日中午，拳師號即將與艦隊會合之際，引擎的一個減速齒輪突然損壞，使其中一軸螺旋槳無法運作，最大航速減至26至28節。由於仁川登陸在即，海軍命拳師號繼續作戰，暫不返港維修。數小時後拳師號與第77特遣艦隊會合，同行艦有旗艦福治谷號及菲律賓海號。拳師號隨即派飛機到灘頭攻擊地面目標。下午5時30分，登陸艦出發往仁川港，並在稍後依次登陸。拳師號派飛機到岸上支援等繼續提供空中支援，並協助美軍於28日重奪漢城。稍後拳師號則攻擊三八線以南的殘餘部隊及工業設施，在10月2日前往橫須賀休整，於5日抵達，並移除損壞的螺旋槳。
10月11日至14日，拳師號前往會合艦隊，並在途中測試航速及轉向數據，以評估艦體在引擎損壞後的機動力。14日拳師號與艦隊會合，並在海上補給。雷伊泰號在早前加入艦隊。此時艦隊正支援即將登陸元山的第十軍團（X corps）；後者由海軍陸戰隊第一、第五、第七師及陸軍步兵第七師（Seventh Infantry Division）組成，於10月8日前分別在仁川及釜山登艦，前往東海岸。而掃雷艦則在6日出發，並在10日開始掃雷。艦隊原本預計掃雷任務可於五日內完成，而登陸則於20日開始；但掃雷艦遇上諸多阻滯，要到25日方完成任務，且有兩艘掃雷艦於12日觸雷沉沒。10月10日，大韓民國國軍佔領元山，但美軍登陸艦仍在往返日本海，等待航道清理；直到26日陸戰隊第一師才在元山登陸；29日步兵第七師則在利原郡登陸。期間拳師號繼續提供空中支援，於10月23日前往橫須賀休整，在25日抵達。同日中國人民志願軍發動第一次戰役，但拳師號未再參戰，而是啟程返國，於11月11日抵達三藩市，並進入船廠維修。

### 鐵路切斷及絞殺行動

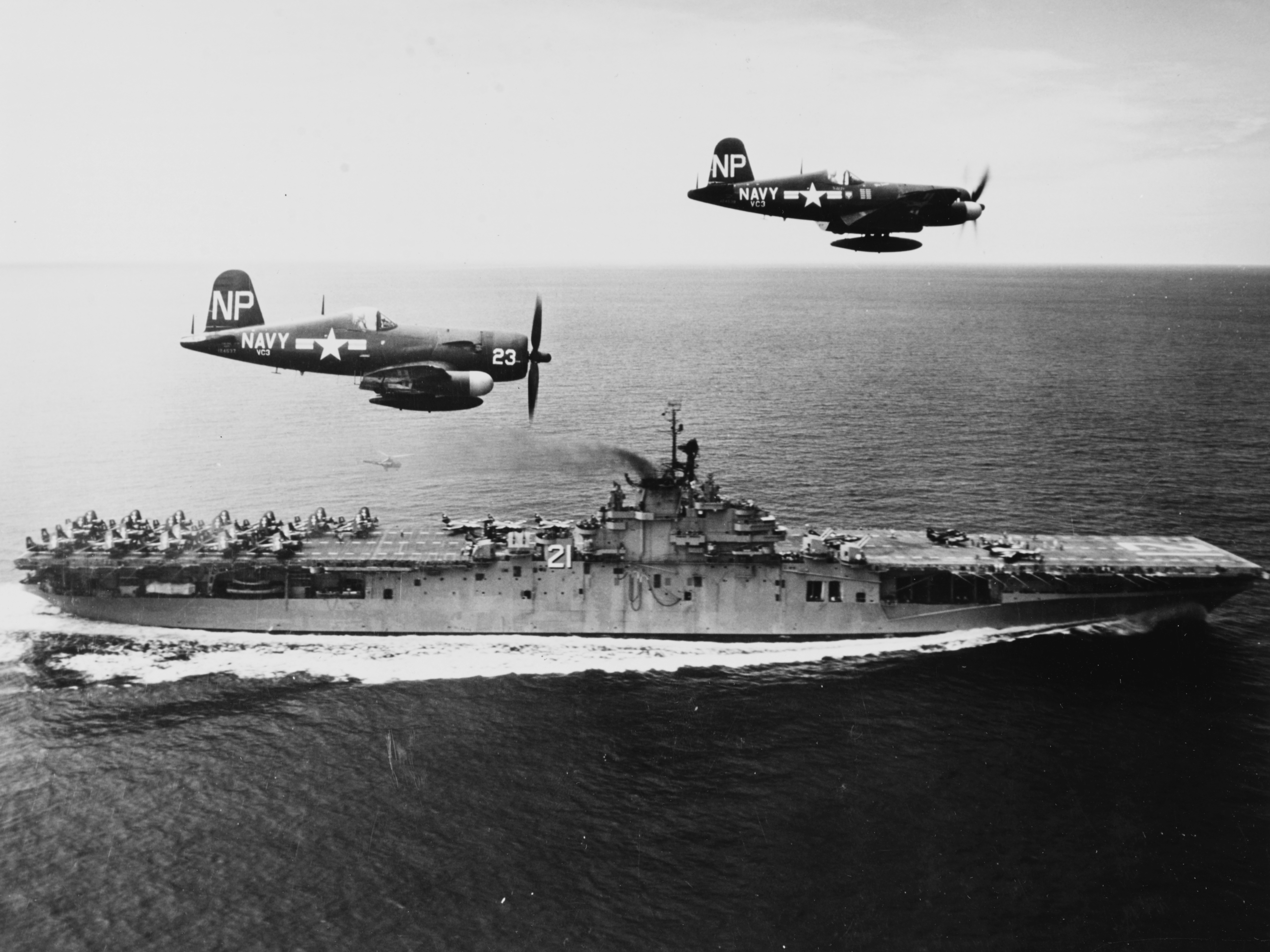
同是1951年9月4日，拳師號的兩架F4U-5N夜間戰鬥機正預備降落。此時拳師號等航空母艦正執行絞殺行動，日以繼夜切斷北韓鐵路及公路，以圖阻止志願軍補給，甚至切割其部隊。然而志願軍往往在日內將受損運輸路線復修；或興建繞道；甚至改以獸力運輸，使美軍的戰略最終失敗告終。

1951年3月2日，拳師號離開美國，再到西太平洋作戰，並先前往珍珠港。三個月前，聯合國軍分別在清川江戰役及長津湖戰役敗退。17日拳師號離開珍珠港，直接前往日本海，在26日與第77特遣艦隊會合，並接替即將返國的福治谷號。此時艦隊轉為切斷北韓各處的鐵路及公路，以延緩志願軍南進，甚至切割其部隊。30日起，拳師號開始派飛機攻擊北韓各處鐵路，同時作密接支援。4月7日，英國皇家海軍陸戰隊在城津市以南登陸，炸斷陸上一截鐵路後撤退；拳師號原派飛機掩護英軍登陸，最終因天氣惡劣作罷。
4月8日拳師號離開戰區，與菲律賓海號前往台灣海峽，以防止中國進攻台灣。11日及12日，拳師號及菲律賓海號三次派飛機列隊飛越台灣，同時偵察中國東南海岸。14日艦隊航向日本海；麥克阿瑟於當日被杜魯門解職。16日艦隊重返朝鮮半島執勤；18日普林斯頓號加入艦隊，以接替拳師號；而拳師號則在次日前往橫須賀休整，在21日抵達。22日，志願軍發動第五次戰役，臨津江戰役亦於同日爆發。艦隊將重心再次轉移至空中密接支援，至5月1日臨津江戰役結束為止。26日，海軍開始從海路封鎖興南。
4月30日，拳師號離開橫須賀，在5月2日與艦隊會合，並恢復切斷鐵路。16日昭陽江戰役爆發，在東線大舉進攻第十軍團。艦隊惟有再次轉移目標，集中力量作空中密接支援。19及21日，聯合國軍開始反攻疲乏的志願軍，並緩緩向北推進，直至6月2日，此後戰爭陷入疆持。5月30日好人理查號與艦隊會合，接替返國的菲律賓海號；而拳師號則在6月2日由普林斯頓號接替，前往橫須賀維修，在4日抵達。5日李奇微下令開始絞殺行動（Operation Strangle），改為切斷北韓的公路，並集中攻擊其要害之處（如橋樑、隧道等）。
6月15日，拳師號離開橫須賀，並在17日與艦隊會合，開始攻擊北韓公路系統。但志願軍及北韓軍隊既可快速搶修道路；又於沿路佈置防空炮，加劇美軍損失；而且道路的彈坑並不能使運輸車隊停駛，使美國無法斷絕地面運輸。7月1日，拳師號暫時接替到日本休整的普林斯頓號，擔任旗艦，直到14日普林斯頓號再來會合為止。15日拳師號前往橫須賀，在17日抵達。
7月26日，拳師號再次離開日本，在28日與艦隊會合，接替到日本的好人理查號。艦隊繼續進行絞殺行動，但8月1日至3日大霧，令艦隊一度中止飛行作業。10日拳師號接任旗艦，而普林斯頓號則啟程返國。19日艦隊補給後航向東北，以迴避颱風瑪琦（Typhoon Marge），到22日才恢復戰鬥。同日艾塞克斯號加入艦隊，並擔任旗艦；拳師號則再往日本休整，在24日抵達橫須賀。
9月3日，拳師號離開橫須賀，在5日與艦隊會合。艦隊繼續進行絞殺行動。16日艾塞克斯號因飛機降落意外而起火，拳師號派直升機救起一個墮海水兵，並在艾塞克斯號滅火期間回收其四架飛機。19日艾塞克斯號前往橫須賀，由拳師號暫代旗艦；而美軍則在20日暫停絞殺行動，再將目標再改為切斷鐵路，並減少密接支援，以集中攻擊力量。30日好人理查號改任旗艦；而拳師號則在10月3日前往橫須賀，在5日抵達，並預備返國。24日拳師號返抵三藩市，並進入船廠維修；維修後則改到聖地牙哥。12月23日，卜·合在拳師號作首次艦上全國電視廣播，慶祝將至的聖誕節。

### 三次巡航與工業設施

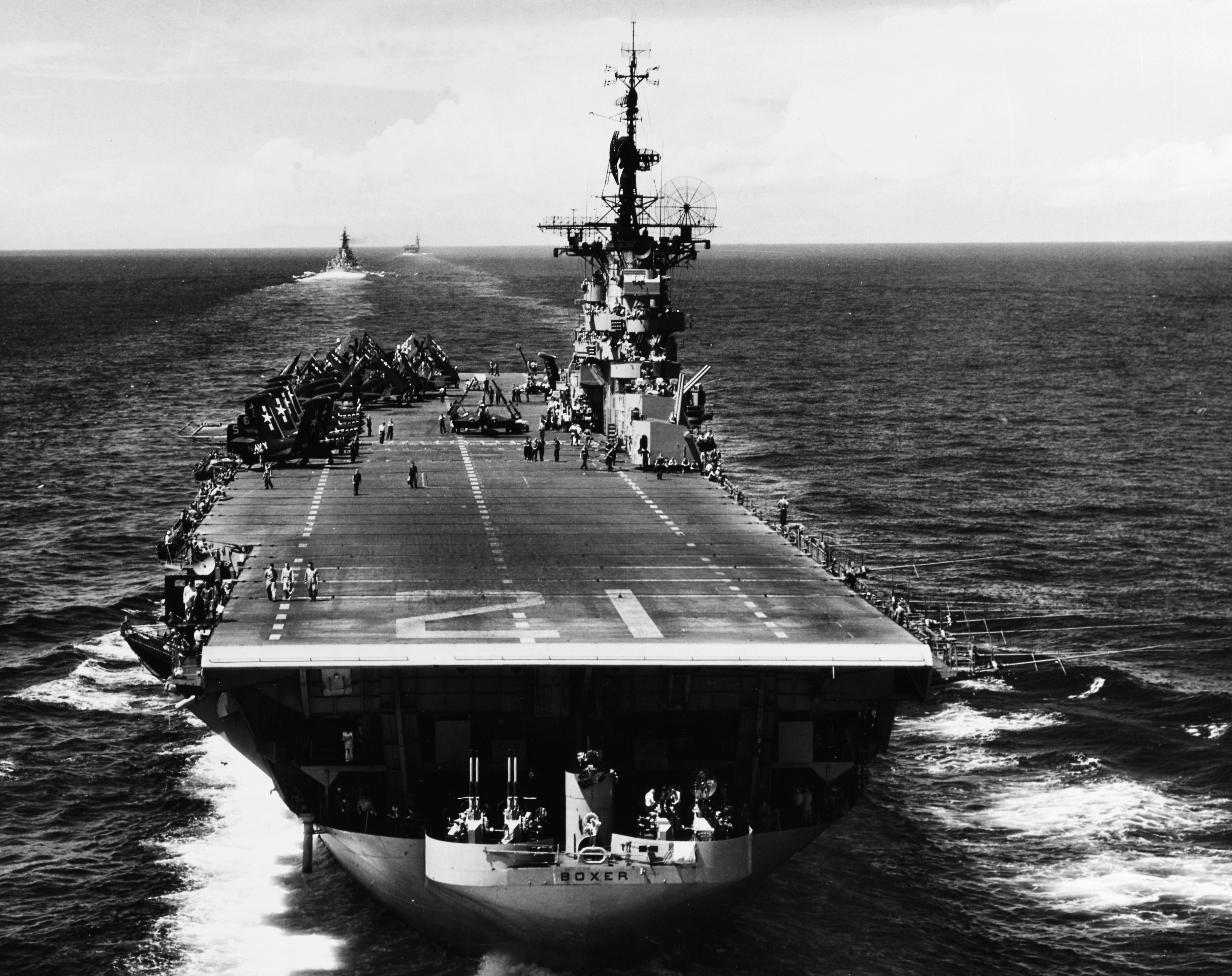
1953年7月1日，拳師號的水兵清理艦艉跑道，預備回收飛機。下方的艦艉鋼板寫有艦名字眼。前方兩艘艦隻，分別為新澤西號，及另一艘艾塞克斯級航空母艦。

1952年2月8日，拳師號再次前往西太平洋，作第三次韓戰巡航，並先前往珍珠港。3月10日，拳師號抵達橫須賀，在休整四日後，於近岸訓練艦員，直到25日。29日拳師號離開橫須賀，在31日與艦隊會合；同行艦有福治谷號及菲律賓海號。艦隊此時仍以切斷鐵路及攻擊元山為主要目標。拳師號開始日復日派飛機執勤，亦偶爾派夜間戰鬥機攻擊。4月4日，拳師號與菲律賓海號聯合攻擊清津的倉庫、工廠及其他目標，而聖保羅號（USS St. Paul, CA-73）、漢臣號（USS Hanson, DDR-832）、錢德勒號（USS Theodore E. Chandler DD-717）及康科德號（HMS Concord）則在海上以艦炮轟擊。兩艘航空母艦分別發動兩波攻擊。拳師號的機隊在上午6時及正午12時出發；菲律賓海號則在上午8時及下午4時。每波機隊由52至58架飛機組成。然而攻擊令清津各處起火冒煙，稍後之偵察未能確認各目標損毀程度。30日普林斯頓號與艦隊會合；而拳師號則前往橫須賀休整，於5月2日抵達。
5月12日，拳師號與菲律賓海號一同離港，在14日會合艦隊，並接任旗艦。此時北韓技工漸掌握到艦隊的夜間出擊時間，並乘戰機離開時才現身搶修，甚至補給。艦隊於5月開始代號失眠行動（Insomnia），隨機重編夜間出擊時間，並成功多次攻擊補給車隊。航空母艦亦開始與炮艦聯合行動。驅逐艦、巡洋艦甚至戰艦開火轟擊陸上防空炮，而航空母艦則在空中轟炸，並引導艦炮。拳師號繼續攻擊元山及清津等地的鐵路，於26日撤返橫須賀休整，在28日抵達。
6月9日，拳師號離開橫須賀，在11日與艦隊會合。由於切斷鐵路未能阻止或切割志願軍，艦隊將攻擊重心轉到工業設施。23日，拳師號等航空母艦，聯同空軍及陸戰隊的飛機，攻擊水豐、豐山、赴戰及長津四地的水力發電廠，共13座電站。空軍先派出84架F-86到鴨綠江邊境的米格走廊掩護，由海軍先轟炸水豐。起初機隊攻擊時間訂於23日上午9時30分，後因天氣不佳而延遲至下午4時。下午2時，拳師號、菲律賓海號、好人理查號及普林斯頓號四艘航空母艦，先派出35架A-1及35架F9F前往水豐，稍後再派飛機攻擊其他地區；下午3時55分，海軍轟炸機接近水豐水庫，而在附近巡弋的F-86未有發現米格；下午4時，F9F先攻擊水庫四周的防空炮，A-1則緊隨其後攻擊電站，在兩分鐘內投下近90噸炸彈。緊接的是從大邱起飛的79架F-84及水原市的45架F-80，再次轟炸水庫。同時，航空母艦的102架F4U、18架A-1及18架F9F攻擊了赴戰及豐山；空軍52架P-51亦攻擊了赴戰；陸戰隊的78架A-1、F4U及F9F則攻擊了長津。24日上午，艦隊作第二日攻擊。拳師號與菲律賓海號攻擊豐山，普林斯頓號及好人理查號則攻擊水豐；下午普林斯頓號派機隊攻擊豐山，而拳師號及另外兩艘航空母艦則攻擊江原道各地的發電廠。兩日對水庫攻擊共摧毀11座電站，另外重創兩座，全部均無法運作。北韓因此損失90%電力供應，停電兩星期。而中國東北亦損失約23%電力。稍後拳師號恢復日常攻擊任務，於7月6日與菲律賓海號一同前往橫須賀休整，在8日抵達。21日至24日，拳師號與空軍在橫須賀近海訓練，模擬攻擊立川、橫田及三澤三座空軍基地。
8月1日，拳師號離開橫須賀，於4日與艦隊會合。艾塞克斯號在日前加入艦隊。6日上午，拳師號開始派出飛機作戰不久，機庫一架飛機的油箱爆炸起火，並迅即點燃其他滿載燃油及武裝的飛機，引發連串爆炸。拳師號即時減速滅火，將飛行甲板上的飛機推向艦艏，並將所有武裝推入大海；63人要跳海逃生，由同行的驅逐艦及航空母艦救起。意外最終造成九人死亡，兩人重傷，18架飛機損毀。數小時後大火受控撲滅，拳師號即時離隊，返回橫須賀搶修，於11日抵達。
8月23日，拳師號修理完畢，離開橫須賀，並在25日與艦隊會合。28日至9月2日，拳師號共派出六架改裝的F6F戰機（F6F-5K），並裝滿炸藥。改裝飛機在艦上遙控起飛，充當導彈，撞擊北韓的橋樑；平日拳師號則派飛機攻擊北韓礦區、鐵路及工業設施。9月1日，拳師號派機隊空襲汶山（Munsan）的鋼鐵廠，以及清津的工業設施；而艾塞克斯號與普林斯頓號則派出兩波飛機，攻擊於恩德郡邊境的阿吾地煉油廠（Aoji Oil Refinery）。各地因接近蘇聯邊境，幾乎沒有部署防空炮，使美軍空襲效果大增。4日拳師號與艾塞克斯號一同離隊，在6日返抵橫須賀休整。稍後拳師號啟程返國，在26日返抵聖地牙哥。10月1日，拳師號重編為攻擊航母，舷號改為CVA-21。

### 四次巡航與戰爭結束

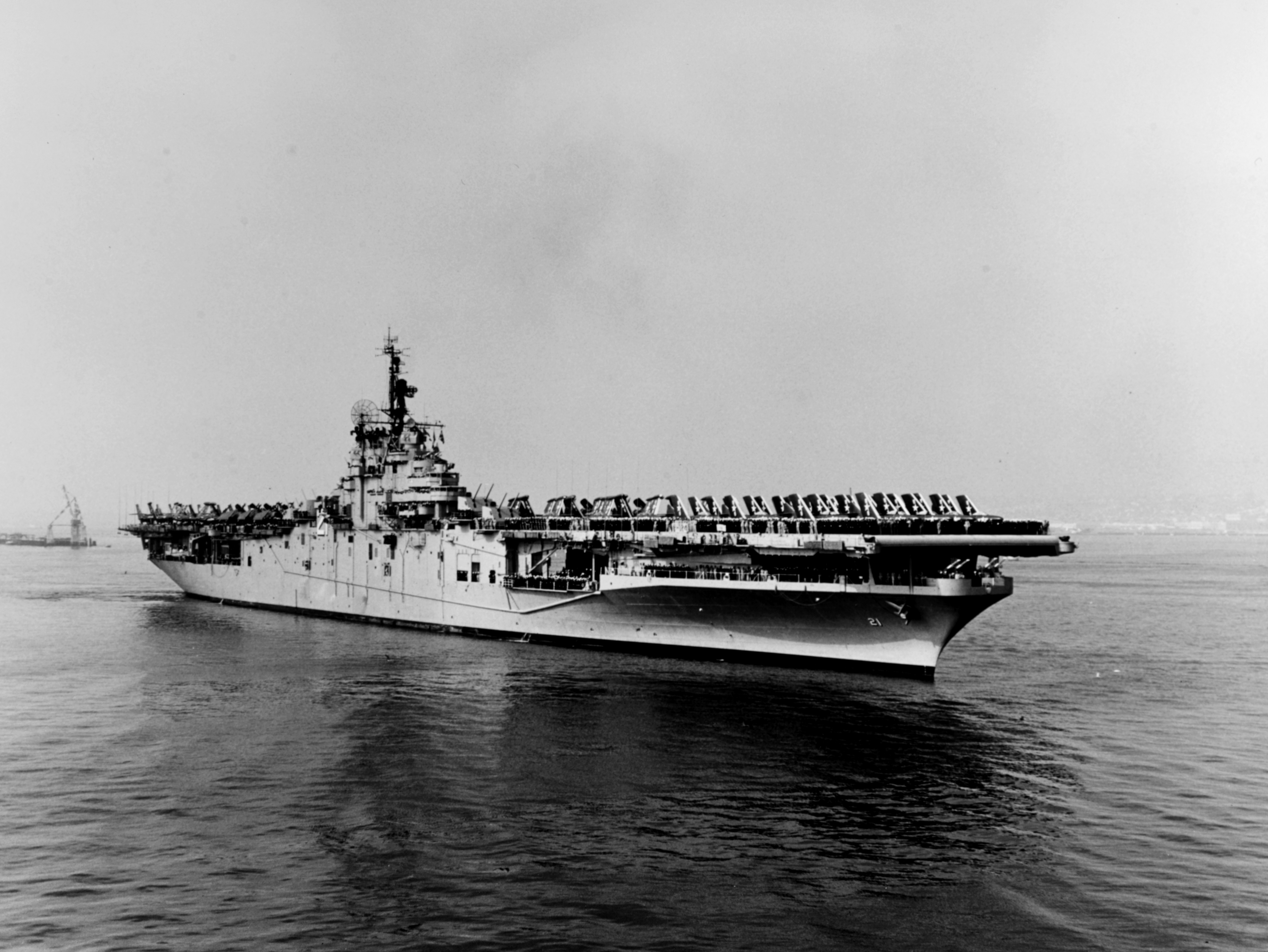
1953年11月，拳師號正在港口停泊。韓戰在7月停火後，拳師號留在西太平洋警備，直到11月初才啟程返國。

1953年3月30日，拳師號再次前往西太平洋參戰，先前往日本。5月10日，拳師號離開橫須賀，在12日與艦隊會合；同行有旗艦普林斯頓號及福治谷號；菲律賓海號及尚普蘭湖號則在日本休整。此時艦隊已改為執行切羅基攻擊（Cherokee Strikes）。拳師號於次日開始派飛機攻擊北韓補給設施，同時作密接支援。6月初，停戰談判接近尾聲，北韓軍隊開始恢復進攻，並佔領了高城郡附近的錨地山（Anchor Hill）及另外數個據點，以獲取終戰前之勝利。6月6日克拉克下令艦隊轉為全力支援地面聯合國部隊。13日晚，志願軍猛擊韓國第2軍，並逼使韓國首都師後撤；而拳師號在11日及13日至16日，每日均至少出擊120架次，在15日更達147架次。稍後拳師號繼續作密集空中密接支援，在19日撤返橫須賀休整，於21日抵達。此時拳師號已連續在外執勤38日，期間出擊數超過2,600次。
7月1日，拳師號離開橫須賀，在4日與艦隊會合。接著數日天氣不佳，使航空母艦要減少出擊。拳師號要到8日才大舉出動，作密接支援。由於戰鬥加劇，第七艦隊指揮克拉克中將在14日下令，所有航空母艦如無特別調動，必須將全部出擊飛機派往支援地面士兵。27日，朝鮮停戰協定簽訂。拳師號在當日出擊了77架次，而停火則在晚上10時生效。
28日起，拳師號繼續在日本海警備，直到8月8日才離開艦隊，在下午抵達佐世保稍作休整。9日下午，拳師號前往香港休假，在14日於鯉魚門停泊。19日拳師號離開香港，再前往日本警備，於22日抵達佐世保。次日拳師號在海上與艦隊會合，繼續在日本海警備，在9月7日前往橫須賀休整，於9日抵達。次日克拉克到艦上頒發獎章；而拳師號則在16日進入乾船塢維修。
9月19日，拳師號離開橫須賀，並在20日在中國東海與艦隊會合；同行艦有旗艦約克鎮號。稍後拳師號在海上訓練演習，在26日離隊，前往佐世保休整，於27日抵達。
10月4日，拳師號再次離開日本，並在下午與奇爾沙治號會合。拳師號繼續在近海訓練演習，於9日被尚普蘭湖號接替，然後前往佐世保，於10日抵達。次日拳師號又再離港，與奇爾沙治號及尚普蘭湖號到中國東海訓練；約克鎮號則在18日起加入，並擔任旗艦。20日拳師號獨自前往橫須賀，於22日抵達。
10月29日，拳師號離開橫須賀，在31日與艦隊會合，繼續在中國東海演習。11月5日，拳師號離隊，前往日本，並預備返國。6日拳師號抵達佐世保停泊；於7日改往橫須賀，在9日抵達。11日拳師號前往珍珠港，最終在28日返抵聖地牙哥，結束韓戰巡航。

## 太平洋艦隊

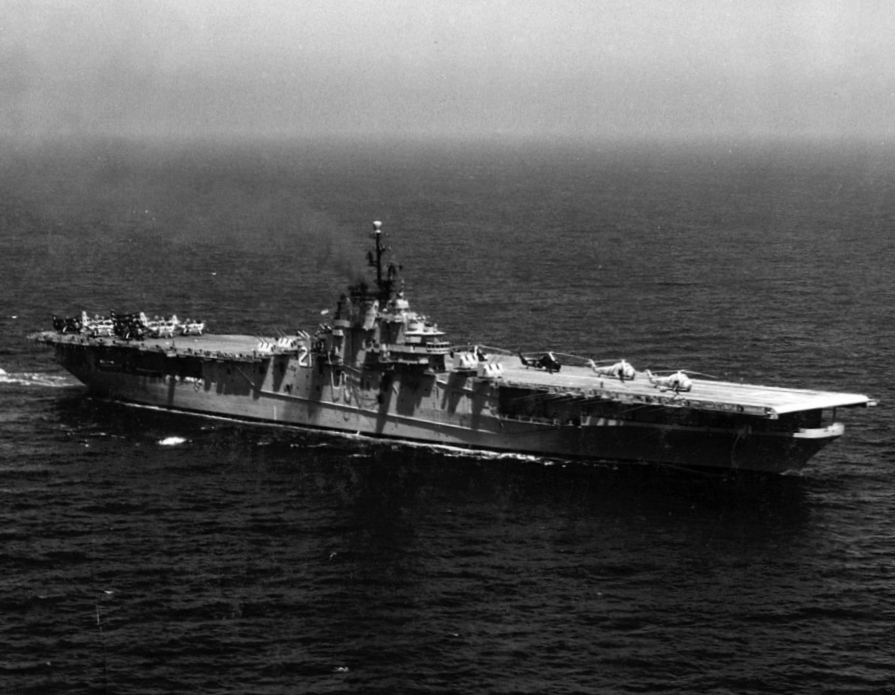
1956年至1957年間，反潛航母拳師號正在海上巡航，甲板停泊了S2F-1反潛機及HS-4反潛直升機。

1954年3月3日，拳師號再前往西太平洋巡航，並在4月於日本接替返國的胡蜂號。其時法國在奠邊府戰役失利，於4月4日請求美國總統艾森豪派軍介入；而時任參謀長聯席會議主席的拉德福則建議海軍航空母艦待命。拳師號與艾塞克斯號隨即在菲律賓加緊演練，以隨時空襲越共。奠邊府最終在5月7日失陷；而艾森豪在英國反對下，亦無意派軍到越南。拳師號在10月11日返抵美國，並進入三藩市船廠翻修。
1955年2月，拳師號維修完畢，留在近岸活動。6月3日，拳師號再次前往西太平洋，先在7月4日到訪橫須賀，並在26日轉到菲律賓蘇比克灣。稍後拳師號在8月22日到訪佐世保，又於稍後到香港及關島停泊，並曾在台灣海峽警備。 11月15日，拳師號被重編為反潛航母，舷號改為CVS-21。1956年2月3日拳師號返抵美國，隨即進入船廠，增建反潛設施。
改建後拳師號在近海試航。1956年7月9日，拳師號再次前往西太平洋巡航。8月13日，拳師號在香港休假期間，埃及因將蘇伊士運河收歸國有，而與以色列、英國及法國交惡；海軍縮短拳師號休假，並命其到中東警備。10月29日，蘇伊士運河危機爆發，拳師號繼續在中東警備，在戰爭結果後啟程返國，於1957年1月30日返抵西海岸。3月15日，拳師號到華盛頓州布雷默頓普吉灣海軍基地翻修，直到7月15日。
翻修後拳師號留在西海岸。10月拳師號搭載陸戰隊直升機，作三次兩棲登陸演習，然後於26日再進入長灘海軍船廠改裝，以預備參與核試觀測艦。
1958年2月15日，拳師號離開長灘，前往珍珠港，並在該處搭載改裝的陸戰隊直升機，然後前往比堅尼環礁。4月26日，美軍開始第一次硬餅乾行動（Operation Hardtack I），在埃尼威托克等地的環礁作35次核爆試驗，直到8月18日。拳師號一直擔任觀測艦隊旗艦，在核試後返回聖地牙哥，於10月14日抵達。
不久海軍將拳師號編入大西洋艦隊。24日拳師號橫渡巴拿馬運河，在11月1日抵達諾福克海軍基地，並開始改建為兩棲突擊艦。這也是美國航空母艦最後一次通過巴拿馬運河。

## 兩棲突擊艦

### 古巴及加勒比海

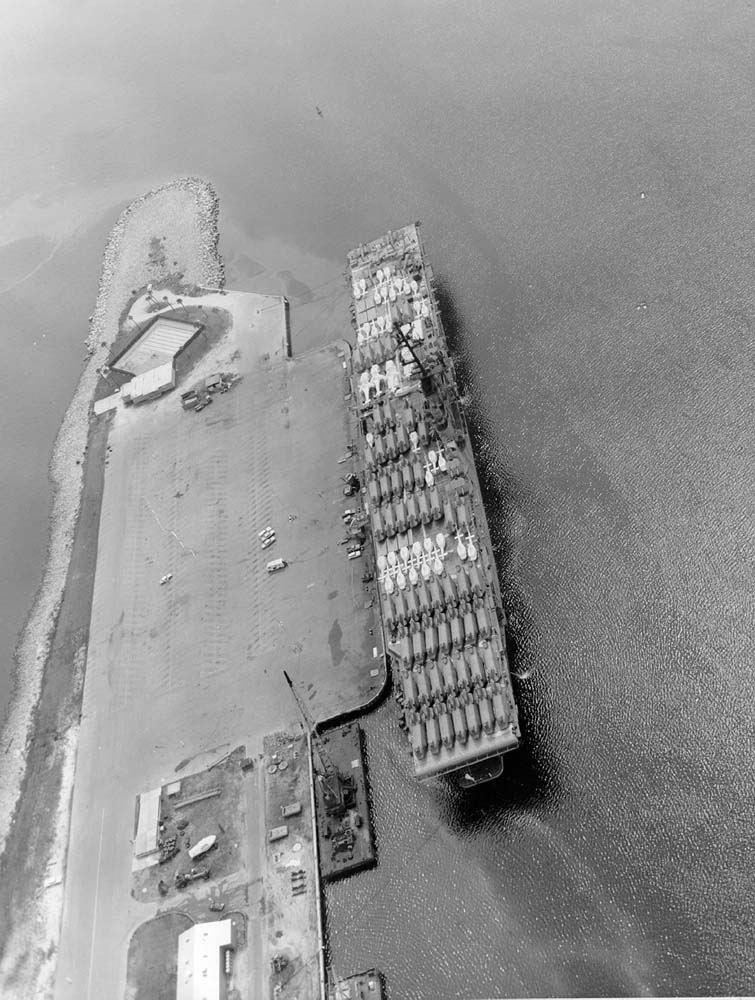
1965年8月11日，兩棲突擊艦拳師號在梅港搭載美國陸軍第1騎兵師及其直升機，預備前往越南。拳師號雖從未參與越戰戰事，但曾兩次運載美軍到越南作戰。

1959年1月30日，拳師號完成改建，並正式重編為兩棲突擊艦，舷號改為LPH-4。稍後拳師號在加勒比海試航至2月，並在6月進入船廠檢修。10月拳師號檢修完畢，前往關塔那摩執勤，在11月返回。1960年1月至2月及6月至8月，拳師號在加勒比海巡航；又於9月至11月到關塔那摩訓練兩棲作戰。
1961年，美國中情局計畫煽動流亡古巴人入侵古巴，推翻菲德爾·卡斯特羅政權。4月17日，豬灣事件發生，拳師號搭載陸戰隊，與海軍艦隻在外海待命，但始終未有派軍參戰。最終流亡軍入侵失敗，而拳師號則返回母港。8月拳師號進入諾福克船廠，作現代化改建（Fleet Rehabilitation and Modernization, FRAM II），以延長服役壽命。改建於1962年2月完成。
1962年2月，拳師號到北卡羅萊納州昂斯洛縣海灘，進行兩棲作戰演習，然後到加勒比海執勤至4月。6月25日拳師號再到加勒比海訓練兩棲作戰，並在8月到訪千里達西班牙港，於9月6日返回母港。
10月，蘇聯在古巴建立導彈基地一事曝光，古巴導彈危機爆發。10月19日，甘迺迪總統下令海軍封鎖古巴，拳師號隨即離港，加入封鎖艦隊之列。危機在10月底開始降溫，拳師號則返回母港。
1963年2月，拳師號到多明尼加聖多明哥，參與胡安·布殊（Juan Bosch）的總統就職典禮；然後前往海地，最後返回母港。同年9月，布殊政權被推翻，多明尼加政局日漸不穩。
1964年8月29日，拳師號被派到海地與多明尼加，救援颶風克利奧（Hurricane Cleo）的災民。10月至11月，拳師號前往西班牙海域，參與美軍有史以來最大規模的兩棲作戰演習鋼矛行動（Operation Steel Pike）。艦隊由麥凱恩上將指揮。
1965年4月，多明尼加爆發政治危機。詹森總統派海軍陸戰隊到多明尼加戒備，並撤走美國僑民。4月27日，拳師號抵達多明尼加，撤走逾千名美國人，在6月29日返抵諾福克。

### 越南及太空任務

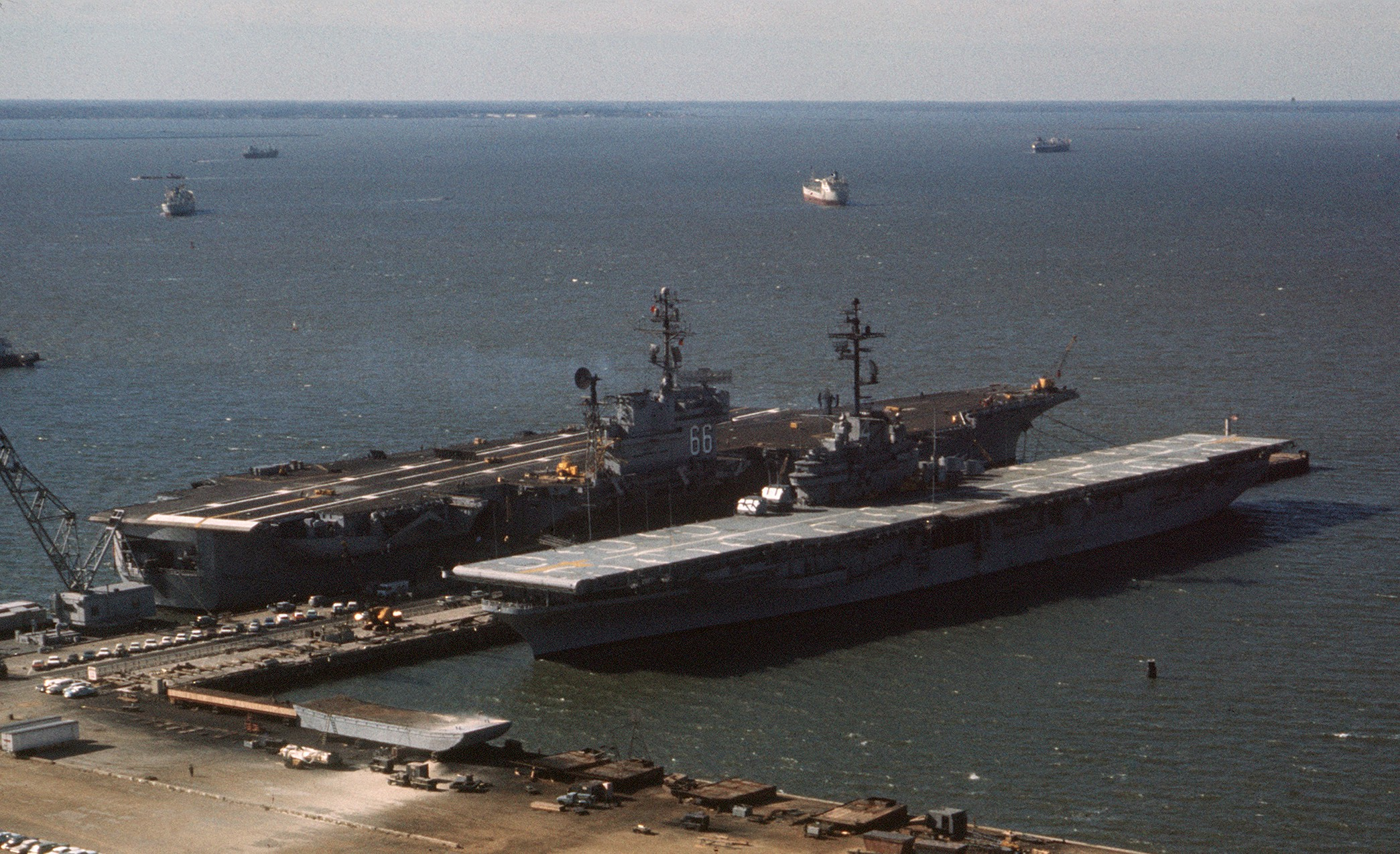
1969年10月1日，諾福克海軍基地停泊了兩艘航空母艦。右邊為艾塞克斯級的拳師號，但甲板畫滿直升機的停泊位置，而非定翼機的跑道軸線；左邊深色的是常規動力航空母艦美利堅號。由於拳師號其時已改建為兩棲突擊艦，故按美軍編制，相中實際上只有一艘航空母艦停泊。美利堅號的碩大艦體與深色塗漆，與落伍的拳師號成強烈對比。兩個月後拳師號退役除籍，並在兩年後出售拆解。

8月10日，拳師號前往梅港，在次日抵達，並搭載美國陸軍第1騎兵師共1,200名軍兵，以及205架直升機及六架OV-1莫霍克式攻擊機，然後運往越南戰場。9月9日，拳師號抵達金蘭灣軍事基地，並卸載六架攻擊機；次日則在歸仁卸載直升機及軍兵。15日拳師號再到金蘭灣卸載軍資，然後分別到香港及蘇比克灣休假。休假後拳師號啟程返國，途經那不勒斯及巴塞羅那，於10月28日返抵諾福克。
1966年2月，拳師號前往南大西洋，並在20日橫過赤道，預備回收太陽神計畫的AS-201測試太空艙。26日農神1B號運載火箭首次發射升空；而AS-201太空艙則在發射26分鐘後濺落，由拳師號回收。稍後拳師號返回諾福克。
此時雙子星8號亦預備發射升空。由於原救援艦胡蜂號在大西洋遭遇颶風，正在船廠維修；海軍改命拳師號作救援艦。3月16日，雙子星8號升空，卻在太空中失控螺旋，被迫提早返回地球，並在沖繩以東800公里濺落，由第七艦隊的驅逐艦救起；拳師號則啟程返回諾福克。
4月26日，拳師號搭載陸戰隊的直升機及軍兵，前往越南，並途經羅塔島、蘇伊士運河及亞丁，在5月分別於芽莊市、歸仁及峴港卸載軍資。稍後拳師號到香港休假，然後啟程返國，途經那不勒斯、帕爾馬及羅塔島，於7月13日返抵諾福克。8月25日，拳師號因引擎失靈，而要由拖船拖到朴次茅斯的海軍基地維修。
9月12日，拳師號前往加勒比海，並先後在關塔那摩及美屬處女羣島作兩棲作戰演習。29日，颶風伊內絲（Hurricane Inez）吹襲海地等加勒比海島嶼，稍後又吹襲佛羅里達州及猶加敦半島。拳師號前往海地及多明尼加救援，並在稍後分別到巴拿馬、金斯敦、波多黎各及處女羣島，在12月返回諾福克。
1967年2月13日，拳師號進入波士頓船廠大修，重鋪飛行甲板及耐火物料、更換鍋爐接管及電腦系統。6月29日，拳師號維修完畢，並到鱈魚角試航，在稍後返回波士頓。7月15日，拳師號返回母港諾福克，並到關塔那摩搭載軍備，然後到訪牙買加蒙迪高灣（Montego Bay），在9月25日返抵諾福克。
10月，拳師號到昂斯洛海灘作兩棲登陸演習，並曾在梅港停泊。11月，拳師號在新奧爾良開放，有超過9,000人登艦參觀；稍後則返回諾福克。
1968年1月13日，拳師號再到加勒比海作兩樓登陸演習。2月8日，拳師號在昂斯洛近海遭遇風暴受損，但繼續執勤。稍後拳師號先後到關塔那摩、金斯敦、處女羣島、巴拿馬及西班牙港，於6月返抵諾福克。
7月，拳師號搭載美國海軍學院學員，到大西洋考核，於8月返回諾福克。稍後拳師號在昂斯洛作兩棲登陸演習，並在11月再次到加勒比海，於波多黎各度聖誕。
1969年1月，拳師號到巴拿馬訓練兩棲登陸，模擬林地作戰，稍後到訪卡塔赫納、科隆及加拉加斯；又在2月到處女羣島及昂斯洛演習，於2月底返抵諾福克。
3月27日，拳師號在紐約開放參觀，然後進入紐波特紐斯造船廠維修。7月拳師號到訪拿騷及關塔那摩，稍後又到訪西班牙港及處女羣島，於8月返抵諾福克。海軍同月宣佈拳師號即將退役。

## 結局與榮譽
1969年12月1日，拳師號退役，並在同日除籍。1971年3月13日，海軍將拳師號出售，並拖到新澤西州卡尼鎮（Kearny）拆解。
拳師號在韓戰獲得八顆戰鬥之星，並在越戰獲得兩顆戰鬥之星。全部榮譽見下表：
|                           |             |                                                       |             |
|                           |             |                                                       |             |
|                           | Bronze star | Silver star · Bronze star · Bronze star · Bronze star | Bronze star |
| Bronze star · Bronze star |             |                                                       |             |

|                                             | 海軍部隊嘉許勳表        | 海軍遠征獎章                |                             |
| 海軍佔領服役獎章： （「亞洲（Asia）」橫扣） | 中國服役獎章： （延長） | 美國戰役獎章                | 太平洋戰爭獎章              |
| 第二次世界大戰勝利獎章                      | 國防部服役獎章： 兩枚   | 韓國服役獎章： 八枚戰鬥之星 | 武裝部隊遠征獎章： 兩枚     |
| 越南服役獎章： 兩枚戰鬥之星                 | 大韓民國總統部隊獎      | 聯合國韓國服役獎章          | 六二五事變從軍獎章 （追授） |